# Rfala
Rfala (àrab: ارفالة, Irfāla; amazic estàndard marroquí: ⵔⴼⴰⵍⴰ, Rfala) és una comuna rural de la província d'Azilal, a la regió de Béni Mellal-Khénifra, al Marroc. Segons el cens de 2014 tenia una població total de 9.749 persones.